# Dorință de moarte (Star Trek: Voyager)
„Dorință de moarte” (titlu original: „Death Wish”) este al 18-lea episod din al doilea sezon al serialului TV american SF Star Trek: Voyager, al 34-lea în total. A avut premiera la 19 februarie 1996 pe canalul UPN. Episodul prezintă un nou membru al Continuum-ului Q  numit Quinn și personaje din Star Trek: Generația următoare: William Riker (Jonathan Frakes) și Q (John de Lancie).

## Prezentare
Echipajul întâlnește un membru al Continuumului Q, întemnițat de peste 300 de ani, care dorește să-și încheie viața eternă.

## Rezumat
Voyager trece pe lângă o cometă, în interiorul căreia există o singură ființă vie. Se dovedește a fi membru al Continuum-ului Q (denumit ulterior Quinn). Quinn mulțumește echipajului Voyager pentru că l-a eliberat din închisoare, apoi încearcă să se sinucidă. El nu reușește (vezi paradoxul omnipotenței) și fără să vrea face ca toți bărbații să dispară de pe Voyager.
Apoi apare Q și îl acuză pe Quinn că a trimis oameni în Cuadrantul Delta unde încă nu le este locul, apoi își dă seama că toți bărbații lipsesc și îi aduce înapoi. Quinn solicită azil Federației atunci când Q vrea să reimpună sentința de închisoare a lui Quinn. Q râde de cererea de azil (cei doi Q ajung să se urmărească unul pe celălalt, Quinn se ascunde cu Voyager la începutul Universului, apoi printre protoni sau într-un pom de Crăciun, dar Q îi găsește mereu), dar Janeway decide să organizeze o audiere în privința cererii lui Quinn. Q acceptă cu reticență să-l facă pe Quinn uman dacă i se acordă azil. El încearcă s-o mituiască pe Janeway pe tot parcursul episodului, susținând că, dacă ea se pronunță împotriva lui Quinn, va trimite Voyager acasă; se sugerează, de asemenea, că este îndrăgostit de ea.
În timpul audierii, Q cheamă trei martori să depună mărturie împotriva sinuciderii lui Quinn. Un alt Q apără sistemul de justiție al Continuumului. Sir Isaac Newton a susținut că stătea lângă Quinn când mărul l-a lovit pe cap (după ce Quinn s-a ridicat în picioare pentru a pleca, a lovit copacul, provocând căderea mărului). Un alt martor, Maury Ginsberg, susține că, dacă Quinn nu l-ar fi luat la o plimbare cu jeep-ul său, nu ar fi ajuns niciodată la Woodstock, nu ar fi funcționat sistemul de sunet și nu și-ar fi întâlnit viitoarea soție. În cele din urmă, William Riker de pe USS Enterprise neagă orice pretenție că l-ar fi cunoscut pe Quinn, până când Q îi arată lui Riker într-o fotografie că Quinn i-a ajutat familia în trecut: ca soldat în războiul civil american, Quinn a cărat un ofițer rănit al Uniunii, colonelul Thaddeus Riker, înapoi de pe linia frontului - asigurând în cele din urmă existența lui Will Riker în viitor.
Argumentul lui Quinn implică să dezvăluie condițiile de viață din Continuum-ul Q, care apare ca un drum care se întinde în jurul întregii planete cu ieșiri în tot universul, pe drum se află doar o singură oprire, cu o stație de benzină și un magazin rural unde se află câțiva Q plictisiți în picioare. Quinn descrie nemurirea ca fiind plictisitoare, explicând că este posibil să experimentăm întreg universul de foarte multe ori înainte ca acest lucru să devină plictisitor. Q încearcă să-i respingă argumentul și face o încercare slabă de a arăta că ceilalți membri ai continuumului sunt fericiți, dar Quinn afirmă că anterior Q a avut o încercare de a scăpa de plictiseală și de a-și face viața distractivă (care a dus la evenimentele din „Deja Q”). Quinn ține un discurs pasionat comparându-și plictiseala eternă cu suferința unei boli biologice terminale pentru care sinuciderea este singura eliberare umană și faptul că a fi obligat să trăiască pentru eternitate împotriva voinței sale îi „denigrează” viața și, în general, toată viața din Univers. Janeway este în mod clar emoționată de acest discurs și este de acord să-i acorde azil. Cu tristețe, Q își respectă cuvântul dat și îl face om. 
În timp ce încearcă să decidă în ce post să-l atribuie pe Quinn, astfel încât să nu-și folosească cunoștințele pentru a duce la evoluția prea rapidă a omenirii, Janeway și Chakotay primesc un mesaj de la Doctor în care afirmă că Quinn moare după ce a ingerat o otravă rară, cucuta Nogatch. După ce își dau seama că Doctorul nu a avut nicio otravă la îndemână și că replicatorul nu produce așa ceva din cauza naturii sale dăunătoare, apare Q și recunoaște că el a fost cel care i-a dat otravă lui Quinn și afirmă că Cerând ca viata lui să se termine, m-a învățat ceva și despre a mea. El a avut dreptate când a spus că Continuum-ul m-a speriat ca să mă supun, dar eu nu am avut curajul sau convingerile lui. El m-a numit irepresibil, dar el a fost un om cu adevărat nestăpânit. Sper doar că îi sunt un student vrednic.

## Actori ocazionali
- Raphael Sbarge – Michael Jonas
- Peter Dennis – Isaac Newton
- Maury Ginsberg – Maury Ginsberg
- John de Lancie – Q
- Jonathan Frakes – William Riker
- Gerrit Graham – Q2/Quinn